# Leo G. Linder

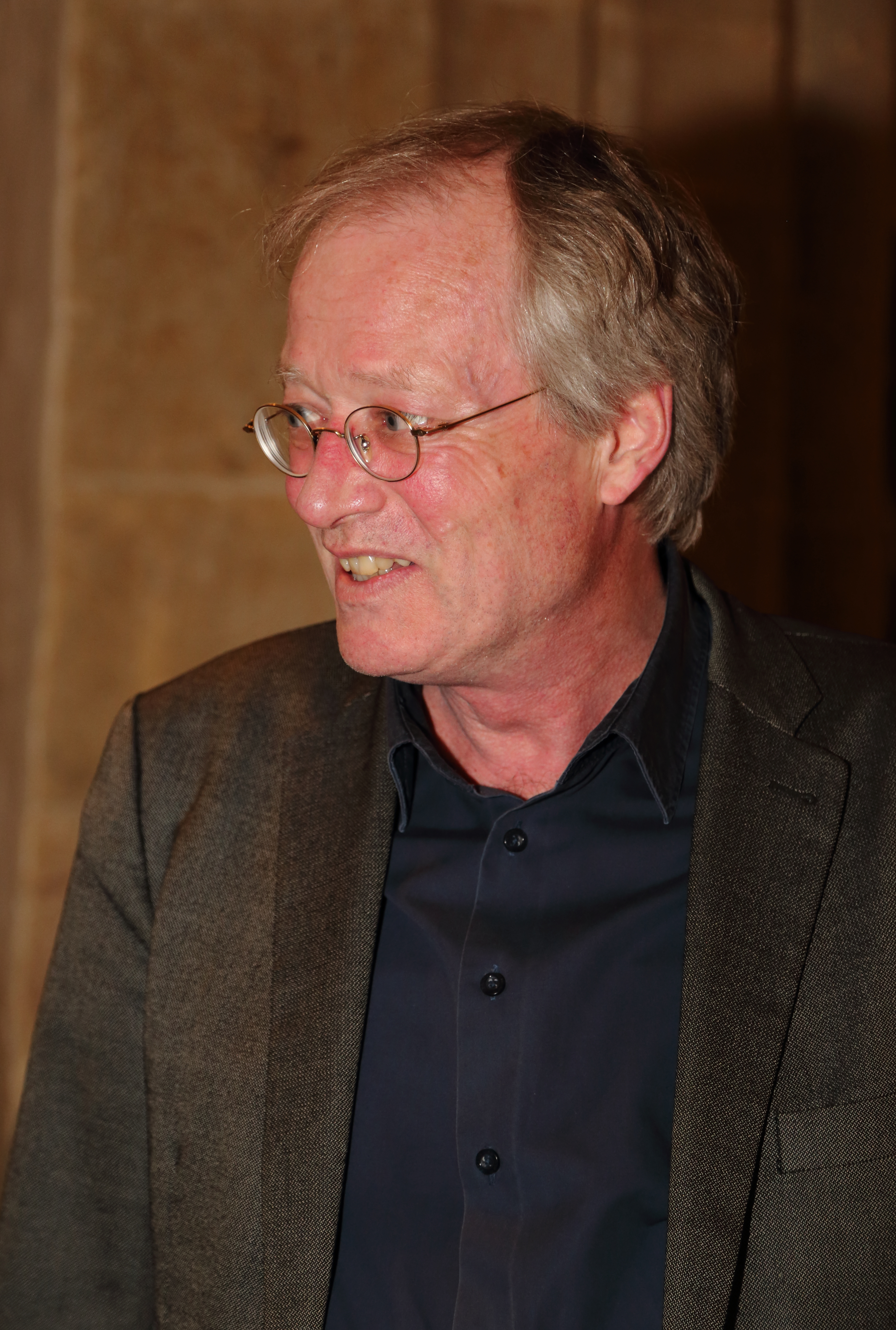
Leo G. Linder (2015)

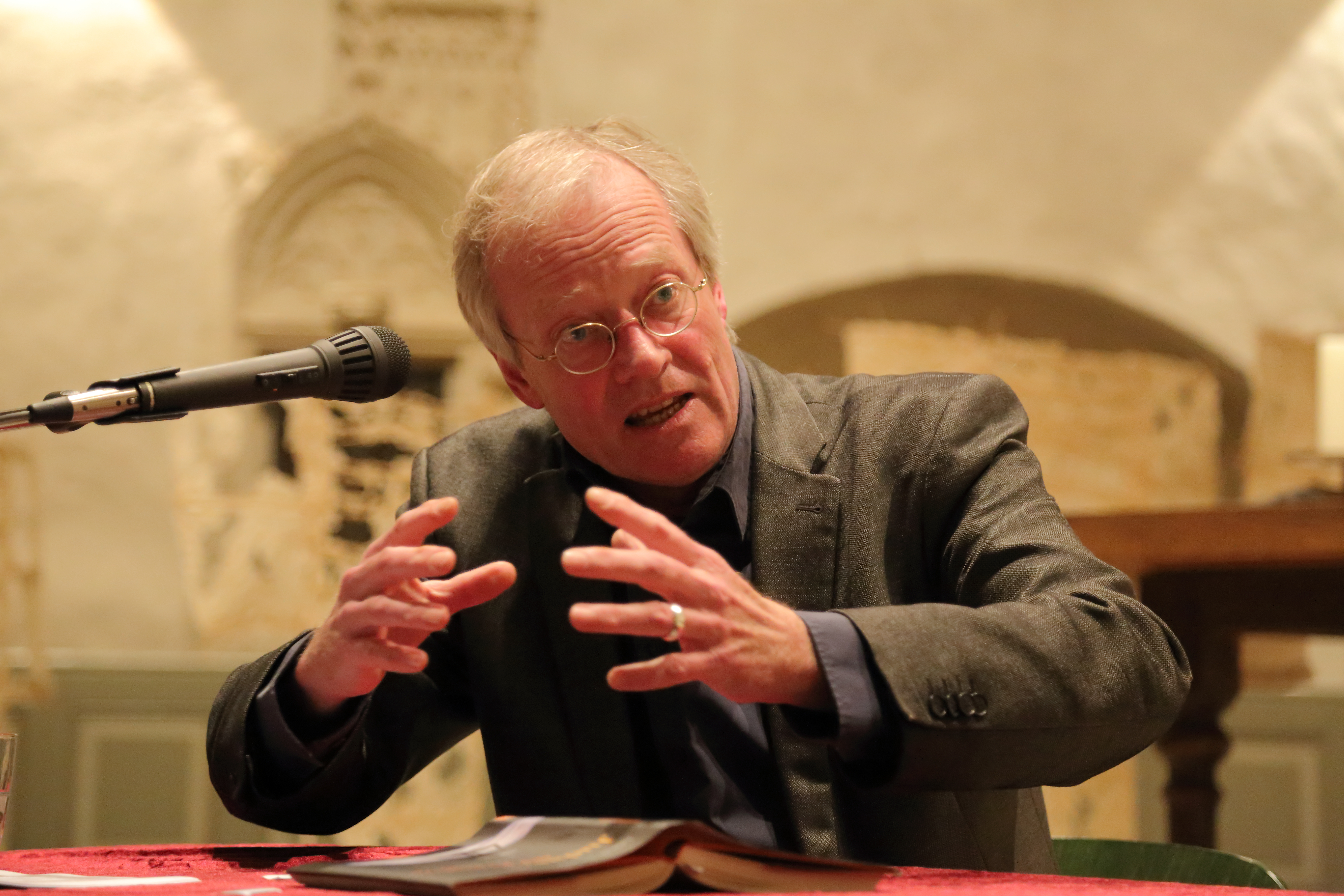
Linder im Jahr 2015 während einer Lesung in der Evangelischen Stadtkirche Westerkappeln.

Leo Günter Linder (* 28. August 1948 in Haan, Nordrhein-Westfalen) ist ein deutscher Autor, Regisseur und Produzent. Zu seinen Veröffentlichungen zählen historische und theologische Sachbücher, Biografien, Reisebücher sowie Kinder- und Jugendbücher. Sein filmisches Werk umfasst zahlreiche Unterrichts- und Dokumentarfilme zu politischen und wirtschaftlichen Themen.

## Leben
Nach zwei Jahren Marine und Seefahrt begann Linder 1970 ein Grafikdesign-Studium an der Werkkunstschule Wuppertal. 1972 wechselte er an die Kunstakademie Düsseldorf, wo er Film, Philosophie und Kunstgeschichte studierte und 1976 seinen Abschluss als Meisterschüler machte. Im Anschluss arbeitete er als freier Drehbuchautor, Kameramann und Regisseur. Von 1980 bis 1983 studierte er außerdem Geschichte, Spanisch und Italienisch an der Universität Düsseldorf. Seit 1984 ist Linder als Autor, Regisseur und Produzent tätig. Er lebt in Düsseldorf.

## Schriften (Auswahl)
- Wenn ihr wüsstet – Die Autobiografie, mit David Garrett, Heyne, München 2022.
- 5000 km Freundschaft – Der Roadtrip unseres Lebens, mit Torben Kroker und Karl-Heinz Schulz, Knaur, München 2022.
- Der mit den Waldtieren spricht – Mit dem Woid Woife die Geheimnisse des Waldes und die Kraft der Natur entdecken, mit Wolfgang Schreil, Ludwig, München 2021.
- Der Inselvogt von Memmert – Eine einsame Nordseeinsel, die Vögel und ich, mit Enno Janßen, Knaur, München 2021.
- Die Baumhirten – Zwei Männer, eine Säge und der Wald, mit Peter Rammes, Droemer, München 2020.
- Zwei drehen am Rad – Die besten Geschichten aus der Werkstatt, mit Hans-Jürgen Faul und Holger Parsch, Knaur, München 2020.
- Lernen muss nicht scheiße sein, mit Titus Dittmann, Benevento, Salzburg, 2019.
- Eine für alle – Mein Leben als Schäferin, mit Ruth Häckh, Ludwig, München 2018.
- Tatort Schulhof – Warum Schulen kein geschützter Raum mehr für unsere Kinder sind, mit Petra Reichling, Heyne, München 2018.
- Schweinebande – Der Fleischreport, mit Franz Voll, Ludwig, München 2017.
- Haudegen – Zusammen sind wir weniger allein, mit Sven Gillert und Hagen Stoll, Heyne, München  2016.
- Wenn dir das Lachen vergeht – Wie ich meine Depression überwunden habe, mit Willibert Pauels, Gütersloher Verlagshaus, Gütersloh 2015.
- Altwerden beginnt im Kopf – Jungbleiben auch, mit Abtprimas Notker Wolf, adeo, Asslar 2015.
- Das Böse. Wie unsere Welt aus den Fugen gerät, mit Abtprimas Notker Wolf, Gütersloher Verlagshaus, Gütersloh 2014.
- Judas, der Komplize, Gütersloher Verlagshaus, Gütersloh 2014.
- So fühlt sich Leben an, mit Hagen Stoll, Heyne, München 2013.
- Die Klitschkos, Biografie der ukrainischen Profiboxer Vitali Klitschko und Wladimir Klitschko, mit Julian Vetten, Neues Leben, Berlin 2013.
- Jesus, Paulus und Co., Gütersloher Verlagshaus, Gütersloh 2013.
- Zwischen Himmel und Erde, mit Abtprimas Notker Wolf, Gütersloher Verlagshaus, Gütersloh 2013.
- Jesus, ein Leben, mit Abtprimas Notker Wolf, Gütersloher Verlagshaus, Gütersloh 2012.
- Alles Gute kommt von oben – Kleine Wahrheiten für zwischendurch, mit Abtprimas Notker Wolf, Rowohlt, Reinbek 2011.
- Wohin pilgern wir? Alte Wege und neue Ziele, mit Abtprimas Notker Wolf, Rowohlt, Reinbek 2009.
- Das Unternehmen Jesus. Wahrheit und Wirklichkeit des frühen Christentums, Fackelträger, Köln 2009.
- Gott segne Sie, mit Abtprimas Notker Wolf, Rowohlt, Reinbek 2009.
- Aus heiterem Himmel – Einfälle und Eingebungen für das Leben hier unten, mit Abtprimas Notker Wolf, Rowohlt, Reinbek 2008.
- Die Kunst, Menschen zu führen, mit Abtprimas Notker Wolf und Schwester Enrica Rosanna, Rowohlt, Reinbek 2007.
- Was alles in ein Leben passt – zwei Königreiche und mehr als zwei Männer. Eleonore von Aquitanien, List Taschenbuch, Berlin 2003.
- Dreistromland – Wie das neue Europa zwischen Schelde, Maas und Rhein Gestalt annimmt, DVA, München 2000.
- Addis Abeba – Stadt ohne Plan, in: Kursbuch Stadt, Stadtleben und Stadtkultur an der Jahrtausendwende, DVA, München 1999.
- „Ah, mein kleiner Herzog, du hast Angst?“ – Jeanne d’Arc, Econ, Berlin 1998.
- Die Herzog August Bibliothek, Westermann, Braunschweig 1997.
- Unter der Jaguarsonne, Econ, Berlin 1995.
- Wie werde ich Papst? Boje, Köln 2009.
- Gibt es hitzefrei in Afrika? So leben die Kinder dieser Welt, mit Doris Mendlewitsch, Hg. UNICEF, Sabine Christiansen und Janosch, Heyne, München 2006.
- Die Kinder-Akademie für kleine Forscher und große Entdecker, mit Doris Mendlewitsch, Hg. Helen Bonzel, Ullstein, Berlin 2005.
- Das stürmische Mädchen. Die Abenteuer der Jeanne d’Arc, cbt, München 2003.
- Die Loire, des Lebens ganze Süße, Daedalus, Münster 2007.
- Der Rhein aus der Luft, Steiger, München 1998.
- Die Themse, Westermann, Braunschweig 1993.
- Andalusien, Lübbe, Bergisch Gladbach 1992.
- Die Elbe, Westermann, Braunschweig 1991.
- New Orleans, DuMont Reiseverlag, Ostfildern 1990.

### Filme (Auswahl)
Rund 60 Filmproduktionen und -bearbeitungen für das Institut für Film und Bild in Wissenschaft und Unterricht (FWU), die Gesellschaft für technische Zusammenarbeit (GTZ) sowie Transtel (Drehscheibe Europa)
- Höhlendörfer an der Loire, Eine Unterweltreise durch das Anjou, 1995, 30 Min. (WDR)
- Ein Flieger ist dem Himmel näher, Porträt des Segelflugpioniers und Teufelsaustreibers Gottlob Espenlaub, 1991, 15 Min. (WDR)
- Der Tiber, Porträt einer italienischen Flusslandschaft, 1990, 45 Min. (BR)
- Die Elbe, Von der Quelle bis zur Mündung – eine Wiederentdeckung, 1990, 45 Min. (NDR)
- Rio Guadalquivir, Porträt einer andalusischen Flusslandschaft, 1987, 45 Min. (SWF)
- Rio Guadiana, Abenteuerliche Bootsfahrt durch die Heimat der Conquisitadoren, 1984, 15 Min. (ZDF)